# Unknown Horizons
Unknown Horizons je 2D budovatelská strategie v reálném čase na téma kolonizace Ameriky. Hra je dostupná pod GNU GPL v. 2 a částečně dalšími svobodnými licencemi.

## Popis hry

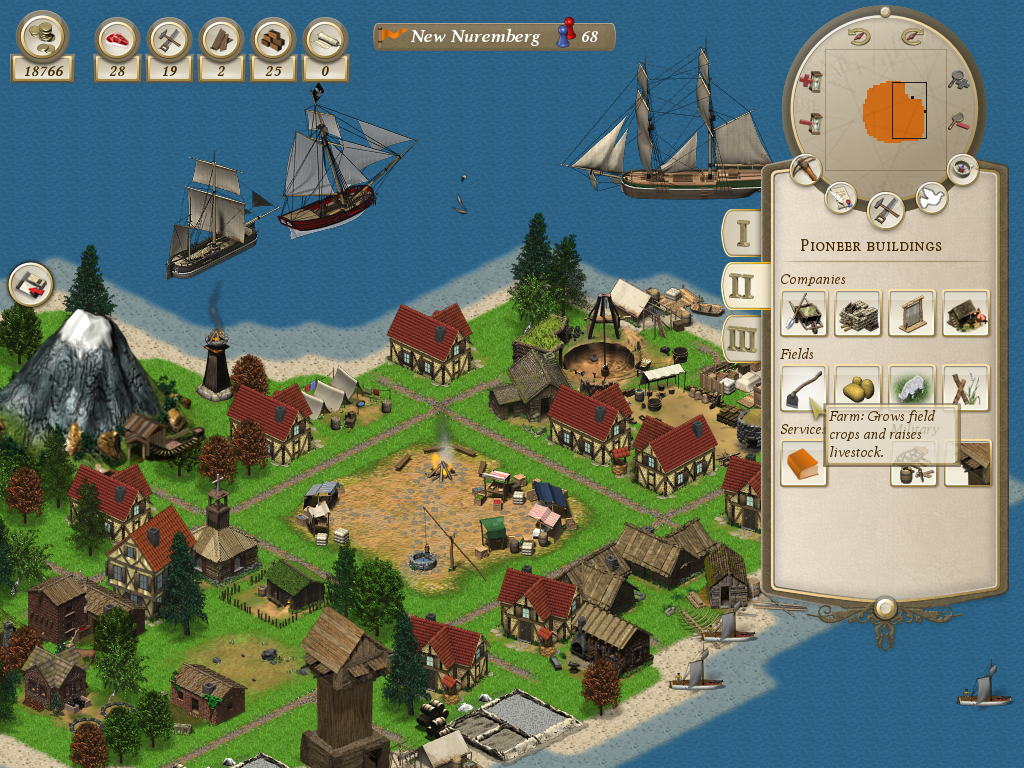
Snímek obrazovky, který ukazuje rané osídlení ostrova.

Cílem hry je vytvořit co nejlépe prosperující kolonii a postarat se o její osadníky. To obnáší především vybudovat jim domy, zajistit jim jídlo, starat se o jejich víru a těžit základní suroviny včetně zpracování na výrobky, které uspokojí jejich potřeby. S výrobky lze také obchodovat prostřednictvím obchodních lodí. Jak se zvedá úroveň obyvatelstva, stoupají jeho požadavky, ale i úroveň budov. Záleží na hráčových schopnostech, na jak vysokou úroveň dovede svojí kolonii.

## Technický popis
Ve hře je použit engine Flexible Isometric Free Engine a k vykreslování je využíváno OpenGL. Dostupná je pro platformy Windows, Linux a Mac OS X. Hra je pro jednoho i více hráčů a je multilingvální, i když některé překlady nejsou zcela dokončeny. Hra je podobná herní sérii Anno, a má pro hráče ekonomicko-budovatelských strategií celkem snadné a intuitivní ovládání. 2D grafika hry je vzhledná a povedená, ale nedosahuje kvalit současných komerčních her. objekty vypadají velice dobře i při poměrně velkém přiblížení, několik objektů ale chybí a jsou nahrazeny pouze nápisem. Zvuk i soundtrack je na velice slušné úrovni. Hra vyniká vysokou hratelností.